# Friedrich Loeffler
Friedrich August Johannes Loeffler (Francoforte sull'Oder, 24 giugno 1852 – Berlino, 9 aprile 1915) è stato un microbiologo tedesco.

## Biografia
Conseguì la laurea magistrale presso l'Università di Berlino nel 1874. Lavorò con Robert Koch dal 1879 al 1884 come assistente presso l'ufficio sanitario imperiale di Berlino. Nel 1884 divenne medico dello staff del Friedrich Wilhelm Institute di Berlino e quattro anni dopo divenne professore presso l'Università di Greifswald.
All'inizio della sua carriera, iniziò uno studio sulle malattie parassitarie. Tra le sue scoperte vi fu il batterio che causava la difterite (Corynebacterium diphtheriae) e la causa dell'afta epizootica (Aphthovirus). Il suo nome appare nel terreno di Löffler, un terreno di coltura selettivo per i corinebatteri costituito da siero e brodo glucosato. Nel 1887 fondò la Zentralblatt für Bakteriologie und Parasitik.